# Bataraza
Bataraza là một đô thị hạng 2 ở tỉnh Palawan, Philippines. Theo điều tra dân số năm 2000, đô thị này có dân số 41.458 người trong 8.658 hộ.

## Barangay
Bataraza được chia thành 22 barangay:
| - Bono-Bono - Bulalacao - Buliluyan - Culandanum - Igang-Igang - Inogbong - Iwahig - Malihud - Malitub - Marangas (Poblacion) - Ocayan | - Puring - Rio Tuba - Sandoval - Sapa - Sarong - Sumbiling - Tabud - Tagnato - Tagolango - Taratak - Tarusan |